# Frontopsylla
Frontopsylla är ett släkte av loppor. Frontopsylla ingår i familjen smågnagarloppor.

## Dottertaxa tillFrontopsylla, i alfabetisk ordning[1]
- Frontopsylla adixsterna
- Frontopsylla ambigua
- Frontopsylla aspiniformis
- Frontopsylla chaetophora
- Frontopsylla cornuta
- Frontopsylla diqiengensis
- Frontopsylla elata
- Frontopsylla elatoides
- Frontopsylla exilidigita
- Frontopsylla frontalis
- Frontopsylla hetera
- Frontopsylla kunitskyi
- Frontopsylla laeta
- Frontopsylla lapponica
- Frontopsylla liui
- Frontopsylla luculenta
- Frontopsylla macrophthalma
- Frontopsylla megasinus
- Frontopsylla mutata
- Frontopsylla nakagawai
- Frontopsylla ornata
- Frontopsylla postprojicia
- Frontopsylla protera
- Frontopsylla rotunditruncata
- Frontopsylla scalonae
- Frontopsylla semura
- Frontopsylla setigera
- Frontopsylla spadix
- Frontopsylla tjanshanica
- Frontopsylla tomentosa
- Frontopsylla tuoliensis
- Frontopsylla wagneri
- Frontopsylla xizangensis